# Chińska Republika Ludowa na Zimowych Igrzyskach Olimpijskich 1988
Chińską Republikę Ludową na Zimowych Igrzyskach Olimpijskich 1988 reprezentowało 13 zawodników (6 mężczyzn i 7 kobiet) w trzech dyscyplinach sportowych. Był to trzeci start reprezentacji Chin na zimowych igrzyskach olimpijskich.

## Skład kadry

### Biegi narciarskie
Mężczyźni
| Zawodnik | Konkurencja   | czas      | Pozycja |
| -------- | ------------- | --------- | ------- |
| Zhao Jun | Bieg na 15 km | 50:55,2   | 74.     |
| Zhao Jun | Bieg na 30 km | 1:39:13,9 | 64.     |

Kobiety
| Zawodnik    | Konkurencja   | czas                | Pozycja             |
| ----------- | ------------- | ------------------- | ------------------- |
| Wang Jinfen | Bieg na 5 km  | Nie ukończyła biegu | Nie ukończyła biegu |
| Wang Jinfen | Bieg na 10 km | 38:47,7             | 51.                 |
| Tang Yuqin  | Bieg na 20 km | 1:06:50,1           | 47.                 |

### Łyżwiarstwo figurowe
| Zawodnik                | Konkurencja     | Nota | Pozycja |
| ----------------------- | --------------- | ---- | ------- |
| Jiang Yibing            | Solistki        | 25,0 | 26.     |
| Zhang Zhubin            | Soliści         | 39,4 | 20.     |
| Mei Zhibin Li Wei       | Pary sportowe   | 20,0 | 14.     |
| Liu Luyang Zhao Xiaolei | Tańce na lodzie | 38,0 | 19.     |

### Łyżwiarstwo szybkie
Mężczyźni
| Zawodnik   | Konkurencja   | Konkurencja   | Konkurencja    | Konkurencja    | Konkurencja    | Konkurencja    | Konkurencja    | Konkurencja    | Konkurencja      | Konkurencja      |
| Zawodnik   | Bieg na 500 m | Bieg na 500 m | Bieg na 1000 m | Bieg na 1000 m | Bieg na 1500 m | Bieg na 1500 m | Bieg na 5000 m | Bieg na 5000 m | Bieg na 10 000 m | Bieg na 10 000 m |
| Zawodnik   | Czas          | Miejsce       | Czas           | Miejsce        | Czas           | Miejsce        | Czas           | Miejsce        | Czas             | Miejsce          |
| ---------- | ------------- | ------------- | -------------- | -------------- | -------------- | -------------- | -------------- | -------------- | ---------------- | ---------------- |
| Liu Yanfei |               |               |                |                | 1:57,38        | 31.            |                |                |                  |                  |
| Lü Shuhai  |               |               |                |                |                |                |                |                | 14:49,52         | 29.              |

Kobiety
| Zawodnik     | Konkurencja   | Konkurencja   | Konkurencja    | Konkurencja    | Konkurencja    | Konkurencja    | Konkurencja    | Konkurencja    | Konkurencja    | Konkurencja    |
| Zawodnik     | Bieg na 500 m | Bieg na 500 m | Bieg na 1000 m | Bieg na 1000 m | Bieg na 1500 m | Bieg na 1500 m | Bieg na 3000 m | Bieg na 3000 m | Bieg na 5000 m | Bieg na 5000 m |
| Zawodnik     | Czas          | Miejsce       | Czas           | Miejsce        | Czas           | Miejsce        | Czas           | Miejsce        | Czas           | Miejsce        |
| ------------ | ------------- | ------------- | -------------- | -------------- | -------------- | -------------- | -------------- | -------------- | -------------- | -------------- |
| Zhang Qing   |               |               |                |                |                |                | 4:30,19        | 21.            |                |                |
| Wang Xiaoyan |               |               |                |                |                |                |                |                | 7:46,30        | 16.            |